# Maria Anna af Anhalt-Dessau
Maria Anna af Anhalt-Dessau (14. september 1837–12. maj 1906) var en tysk prinsesse af Anhalt-Dessau, der var prinsesse af Preussen som ægtefælle til den preussiske hærfører Prins Frederik Karl af Preussen. Hun tilhørte Huset Askanien og var datter af hertug Leopold 4. af Anhalt-Dessau.
Prinsesse Maria Anna er tipoldemor til Dronning Margrethe 2. af Danmark og Kong Carl 16. Gustaf af Sverige.

## Biografi
Prinsesse Maria Anna blev født den 14. september 1837 i Dessau i Anhalt som det tredje barn af hertug Leopold 4. af Anhalt-Dessau i hans ægteskab med prinsesse Frederikke af Preussen. Hendes far var den regerende hertug af det lille hertugdømme Anhalt-Dessau i det centrale Tyskland.
Prinsesse Maria Anna giftede sig den 29. november 1854 i Dessau med sin halvfætter prins Frederik Karl af Preussen (1828–1885). Han var søn af prins Karl af Preussen og sønnesøn af kong Frederik Vilhelm 3. af Preussen. I ægteskabet blev der født fem børn, fire døtre og en søn.
Prins Frederik Karl døde i 1885. Prinsesse Maria Anna overlevede sin mand med 20 år og døde som 68-årig den 12. maj 1906 i Friedrichsroda i Thüringen.

## Børn
- Marie (1855-1888)

∞ 1. gang 1878 Prins Henrik af Nederlandene (1820-1879)
∞ 2. gang 1853 Prins Albert af Sachsen-Altenburg (1843-1902)
- Elisabeth Anna (1857–1895)

∞ 1878 Storhertug Frederik August 2. af Oldenburg (1852-1931)
- Anna (1858-1858)
- Louise Margarete (1860-1917)

∞ 1879 Prins Arthur af Storbritannien (1850-1942)
- Frederik Leopold (1895-1959)

∞ 1889 Prinsesse Louise Sophie af Slesvig-Holsten-Sønderborg-Augustenborg (1866-1952)